# Fred E. Busbey
Fred Ernst Busbey, född 8 februari 1895 i Tuscola i Illinois, död 11 februari 1966 i Cocoa Beach i Florida, var en amerikansk politiker (republikan). Han var ledamot av USA:s representanthus 1943–1945, 1947–1949 och 1951–1955.
Busbey är begravd på Mount Hope Cemetery i Chicago i Illinois.